# Alessia Fugardi
Alessia Fugardi (Roma, 18 marzo 1981) è un'attrice italiana.

## Biografia
Debutta appena undicenne nel film Il grande cocomero di Francesca Archibugi, recitando la parte di Pippi, una ragazzina ricoverata in un reparto di neuropsichiatria infantile in seguito a ripetuti attacchi epilettici: il film viene premiato sia dal pubblico sia dalla critica, e la stessa Fugardi ottiene una candidatura al David di Donatello come migliore attrice non protagonista.
Nel 1994 è diretta ancora dalla Archibugi in Con gli occhi chiusi. Viene poi diretta da Gabriele Lavia ne La lupa, dove recita accanto a Monica Guerritore e Raoul Bova.
Negli anni successivi la visibilità di Fugardi, inizialmente indicata come una delle promesse del cinema d'autore italiano, si affievolisce, nonostante la partecipazione ad altre pellicole, tra cui La prima volta di Massimo Martella e, da protagonista, Giorni dispari dell'esordiente Dominick Tambasco.
Al grande schermo si alternano alcune produzioni per la televisione, come la serie Giornalisti o I giorni perduti, una produzione Rai a fondo benefico per la lotta all'alcolismo giovanile. Nel 2004 è nuovamente sul grande schermo con il film della scrittrice Susanna Tamaro, all'esordio in regia, Nel mio amore. Tra il 2006 e il 2008 torna a lavorare principalmente per produzioni televisive partecipando, tra l'altro, ad alcuni episodi di Distretto di polizia e Crimini bianchi.

## Filmografia

### Cinema
- Il grande cocomero, regia di Francesca Archibugi (1993)
- Con gli occhi chiusi, regia di Francesca Archibugi (1994)
- La lupa, regia di Gabriele Lavia (1996)
- L'odore della notte, regia di Claudio Caligari (1998)
- Se non mi vuoi, regia di Miriam Pucitta (1998)
- La prima volta, regia di Massimo Martella (1999)
- Incontri di primavera, regia di Anna Brasi (2000)
- L'appuntamento, regia di Veronica Bilbao La Vieja (2001)
- Giorni dispari, regia di Dominick Tambasco (2000)
- Nel mio amore, regia di Susanna Tamaro (2004)
- I giorni perduti, regia di Bruno Gaburro (2006)
- Questione di cuore, regia di Francesca Archibugi (2009)

### Televisione
- Giornalisti – serie TV (1999)
- Il bello delle donne – serie TV, episodio 2x09 (2002)
- Nati ieri – serie TV (2006-2007)
- Distretto di Polizia – serie TV, episodio 7x02 (2007)
- Crimini bianchi – serie TV (2008)

## Riconoscimenti
- David di Donatello
  - 1993 – Candidatura alla migliore attrice non protagonista per Il grande cocomero

- Nastro d'argento
  - 1994 – Candidatura alla migliore attrice protagonista per Il grande cocomero
  - 1995 – Candidatura alla migliore attrice non protagonista per Con gli occhi chiusi
  - 1997 – Candidatura alla migliore attrice non protagonista per La lupa